# J'avais un beau ballon rouge

J'avais un beau ballon rouge (2013) est une pièce d'Angela Dematté, mise en scène par Michel Didym, et ne comportant que deux personnages : Mara Cagol (Romane Bohringer) et son père (Richard Bohringer). Elle a été créée au Théâtre de la Manufacture qui est un centre dramaturgique national se trouvant à Nancy-Lorraine.    
Personnages :  
- Margherita Cagol, étudiante en droit, terroriste de gauche
- Renato Curcio, compagnon de Margherita Cagol, fondateur des Brigades Rouges. C'est un personnage qui est de nombreuses fois évoqué mais pas présent sur scène.
- Le père de Margherita Cagol

## Résumé
Margherita Cagol, surnommée Mara, est une terroriste de gauche italienne. Elle est la femme de Renato Curcio fondateur des Brigades rouges. 
Nous voyons évoluer Mara de ses années d'étudiante à sa mort, passant par sa rencontre amoureuse avec Renato.
La pièce voit aussi évoluer son père de la colère à la résignation, dans un amour constant pour sa fille.
Le spectacle prend évidemment un caractère particulier puisque le père et la fille sur la scène le sont aussi à la ville. 
L'action se passe dans deux endroits de la maison : la cuisine-salle à manger et la chambre de Margherita. Il faut savoir que la maison est le lieu unique et central de la pièce.  

## Enjeux de la pièce
"Cette pièce est un témoignage fidèle de cette période de l'histoire italienne et raconte aussi la tentative, sans cesse réitéré d'un père pour ramener sa fille aux raisons de la vie et de sa propre humanité."

## Prix
2009 : Riccione de la dramaturgie
2009 : Golden Graal Astro Nascente